# Private School – Die Superanmacher
Private School – Die Superanmacher ist ein Film von Regisseur Noel Black, produziert im Jahr 1983 in den USA.

## Handlung
Christine Ramsey und Jordan Leigh-Jenson besuchen die Privatschule Cherryvale Academy for Women. Christine verliebt sich in Jim Green, der die benachbarte Freemount Academy for Men besucht. Die verwöhnte Jordan will Jim für sich haben. Sie benutzt dabei unlautere Mittel und Wege.
Jims Freund Bubba verabredet sich mit Betsy, einer Freundin von Christine. Die Jungs der Freemount Academy beobachten die Mädchen der Cherryvale Academy im Umkleideraum.
Christine und Jim wollen gemeinsam ein Wochenende verbringen, aber sie stoßen auf Schwierigkeiten.

## Kritiken
- Scott Weinberg schrieb auf eFilmCritic, der Film erinnere daran, wie tief amerikanische Komödie sinken könne. Er sei 'absolut erbärmlich'. Ein Hardcore-Pornofilm sei respektabler.[1]

## Einspielergebnis
Die Komödie brachte in den US-Kinos über 14 Millionen US-Dollar ein. In der Bundesrepublik Deutschland hatte der Film 467.496 Zuschauer.